# Hydrocyphon gereckei
Hydrocyphon gereckei es una especie de coleóptero de la familia Scirtidae.

## Distribución geográfica
Habita en Marruecos.